# František Liebich
František Liebich (německy Johannes Franz Liebich; 1778 Zákupy – 3. ledna 1830 nebo 1832 Praha) byl malíř oceněný za své dílo roku 1803 zlatou medailí.

## Životopis
Narodil se roku 1778 v Zákupech v tamním mlýně. Časem se vypracoval na všestranného malíře, portrétistu a krajináře. Vytvořil řadu obrazů s mytologickými náměty, obrazy kostelní, střelecké štíty, krajin z míst svého působení. Působil dlouho v Praze. Zemřel roku 1832 ve svých 54 letech v nedalekém Novém Boru.

## Zachovalé dílo
- V České Lípě v kostele Narození Panny Marie visí velký Liebichův kříž ve zpovědní kapli z roku 1778.

## Ocenění
V roce 1803 byl oceněn malířskou akademií v Praze zlatou medaili za dílo Amor a Psyché.